# Tổng thống Montenegro
Tổng thống Montenegro (Tiếng Montenegro: Предсједник Црне Горе; Predśednik Crne Gore) là nguyên thủ quốc gia của Montenegro. Đương kim Tổng thống là Jakov Milatović, người tái đắc cử trong vòng đầu của bầu cử Tổng thống 2023 với 58.88% phiếu bầu. Nơi ở chính thức của Tổng thống là Cung điện Xanh toạ lạc ở kinh đô cũ Cetinje.

## Danh sách tổng thống Montenegro
| STT | Tên và chân dung | Tên và chân dung | Sinh–Mất | Bắt đầu nhiệm kỳ    | Kết thúc nhiệm kỳ   | Đảng phái                     |
| --- | ---------------- | ---------------- | -------- | ------------------- | ------------------- | ----------------------------- |
| 1   |                  | Filip Vujanović  | 1954–    | 3 tháng 6 năm 2006  | 20 tháng 5 năm 2018 | Đảng Xã hội chủ nghĩa Dân chủ |
| 2   |                  | Milo Đukanović   | 1962–    | 20 tháng 5 năm 2018 | 20 tháng 5 năm 2023 | Đảng Xã hội chủ nghĩa Dân chủ |
| 3   |                  | Jakov Milatović  | 1986–    | 20 tháng 5 năm 2023 | Đương nhiệm         | Đảng Châu Âu ngày nay         |